# Паул Стайку
Паул Стайку (рум. Paul Staicu, фр. Paul Staïcu, *7 липня 1937, Бухарест) — румунсько-французький диригент і валторніст.

## Біографія
Закінчив Академію музичного мистецтва в Празі (1961) як валторніст. У 1961-1969 валторніст-соліст Бухарестського філармонічного оркестру. Записав сонату для валторни і фортепіано Людвіга ван Бетховена, квінтет для валторни і струнних Вольфганга Амадея Моцарта, а також три концерти Моцарта для валторни з оркестром (виступивши в цьому випадку одночасно як соліст і диригент). У 1969-1989 професор валторни в Бухарестської академії музики.
Як диригент навчався у Віденській академії музики у Ганса Сваровські. Дебютував за пультом в 1963 з Бухарестським філармонічним оркестром і Національним оркестром Радіо Румунії. З 1966 керував різними камерними оркестрами в Бухаресті. У 1979-1989 очолював Чорноморський філармонічний оркестр, в 1983 на чолі цього колективу провів гастролі в США - перші в історії виступу румунського оркестру в цій країні.
З 1989 живе і працює у Франції. Викладав в консерваторії в Монбельярі, в 1992 заснував і очолив камерний оркестр Монбельяра (Orchestre de Montbéliard), з яким працював до 2010, коли пішов на пенсію (а колектив об'єднався з Безансонским оркестром в Оркестр Франш-Конте імені Віктора Гюго)